# Xã Sugar Creek, Quận Harrison, Missouri
Xã Sugar Creek (tiếng Anh: Sugar Creek Township) là một xã thuộc quận Harrison, tiểu bang Missouri, Hoa Kỳ. Năm 2010, dân số của xã này là 525 người.